# Atroxima afzeliana
Atroxima afzeliana es una especie de Magnoliopsida del género Atroxima, de la familia Polygalaceae, del orden Fabales.

## Distribución
Atroxima afzeliana se distribuye por Guinea-Bissau; Guinea; Sierra Leona; Liberia; Costa de Marfil; Nigeria; Camerún; Congo [Brazzaville]; Angola.

## Taxonomía
Fue descrita científicamente por (Oliv. ex Chodat) Stapf. Fue publicado por primera vez en Stapf. (1905). In: J. Linn. Soc., Bot. 37: 86.